# فهرست داستان‌نویسان معاصر افغانستان
توجه! فهرست زیر اشکال دارد چون برخی آنان داستان‌نویس نیستند؛ بنابراین چون این فهرست اشکال دارد، بنابراین با توجه به اطلاعات دقیق پیش نام آنانی که داستان‌نویس نیستند عنوان ادبی آنان را نوشته‌‌ایم.
- محمد قاسم میرزایی
- خالد حسینی
- تقی اخلاقی نویسنده
- سید عباس کوثری
- خلیل‌الرحمن حنانی
- رهنورد زریاب
- عبدالغفور روان فرهادی
- علی پیام
- معصومه کوثری
- محمدآصف فکرت
- زهره اسماعیلی
- پروین پژواک
- ملالی جویا
- سونیتا علیزاده
- حمیرا قادری
- حسین رهیاب (بلخی)
- سونیا ناصری کول
- ابوبکر یقین
- فاطمه اختر
- نذیرابرار
- نادیا انجمن
- عتیق رحیمی
- کاوه جبران

8 عبدالقیوم ملکزاد
- سهراب سیرت
- واصف باختری
- لطیف پدرام
- حیدر لهیب
- داوود سرمد
- حفیظ‌الله شریعتی (فقط شاعر)
- لیلا صراحت (فقط شاعر)
- عبدالاله رستاخیز
- حسنیه عثمان
- خالده فروغ
- جاوید فرهاد (فقط شاعر)
- قنبرعلی تابش (فقط شاعر)
- محمدکاظم کاظمی (فقط شاعر)
- محمدآصف فکرت
- احمدشاه درانی
- الیاس علوی (شاعر و نقاش)
- محمدنبی واصل
- بابا رحیم مشرب
- عفیف باختری (فقط شاعر)
- مخفی بدخشی (فقط شاعر)
- سید اسماعیل بلخی (فقط شاعر)
- بیرنگ کوهدامنی
- پرتو نادری (فقط شاعر)
- عبدالرحمان پژواک
- فضل‌احمد پیمان
- نورمحمد تره‌کی
- عبدالکریم تمنا
- جامی
- عارف جعفری (آهنگساز و آوازخوان)
- عبدالحی حبیبی
- سید اسحاق دلجو حسینی
- خوشحال‌خان ختک
- خلیل‌الله خلیلی
- محمدنادر خیری
- عبدالهادی داوی
- هارون راعون
- امیر کرور سوری
- کبیر ستوری
- سمنبو
- سمیع حامد (فقط شاعر)
- سهراب سیرت
- شاهرخ پژمان
- شبگیر پولادیان
- بشیر اسکندری
- بارق شفیعی (فقط شاعر)
- غلام‌محمد طرزی
- محمود طرزی
- میر غلام‌محمد غبار (مورخ)
- قهار عاصی (فقط شاعر)
- عبدالشکور راشد
- صوفی عشقری
- بلقیس عمر
- نادیه فضل
- ضیا قاری‌زاده
- محمد رحیم ضیایی
- محمدموسی شفیق
- ملنگ جان ننگرهاری
- عبدالعزیز مهجور
- لطیف ناظمی
- مسعود نوابی
- محمداشرف غنی
- ادریس شاه
- تقی بختیاری
- بشیر بختیاری
- نورمحمد تره‌کی
- جعفر رسولی (سیاستمدار و فعال اجتماعی)
- عبدالحی حبیبی
- بصیراحمد دولت‌آبادی (مورخ)
- سردار کابلی
- محمدآصف سلطانزاده
- سهراب سامانیان
- سید علی موسوی (خداداد)
- امین سیکل
- شیرزمان طایزی
- محمد اعظم عبیدی
- معصومه عصمتی وردک
- غلام محمد لعلزاد بلوچ
- نادیه فضل
- نسیم فکرت (فقط وبلاگ نویس)
- مهدیزاده کابلی (انجنیر/ مهندس)
- میثاق کاظمی
- نجیب مایل هروی
- رزاق مأمون
- منوچهر فرادیس
- خسرو مانی
- احمدضیا سیامک هروی
- محمد اسماعیل مبلغ (فیلسوف)
- محمد حسین محمدی
- محمد رحیم ضیایی
- محمد صالح راسخ (پژوهشگر)
- محمداکرم عثمان
- ملا فیض‌محمد کاتب هزاره (مورخ و خوشنویس)
- احمدسیر مهجور
- مسعود نوابی
- مولانا خال‌محمد خسته
- نورالله تالقانی
- غلام‌حیدر یقین
- نجیب الله توروایانا
- احمد مدقق
- کریم پوپل
- یحیا جواهری (تنها شاعر)
- محمدصادق عصیان (شاعر و پژوهشگر)
- باور بامیک (شاعر و منتقد)
- وهاب مجیر (شاعر)
- محمد عارف بسام (شاعر)
- علی رضا رحمانی (شاعر)
- نورمحمدنورنیا (شاعر و پژوهشگر)
- ذبیح الله پیمان
- محمد نبی عظیمی